# Esplanada (kommun)
Esplanada är en kommun i Brasilien.   Den ligger i delstaten Bahia, i den östra delen av landet, 1 200 km öster om huvudstaden Brasília. Antalet invånare är 33 278.
Följande samhällen finns i Esplanada:
- Esplanada
- Praia do Baixio

Omgivningarna runt Esplanada är huvudsakligen savann. Runt Esplanada är det mycket glesbefolkat, med 7 invånare per kvadratkilometer.